# Hauptmarkt 13 (Trier)

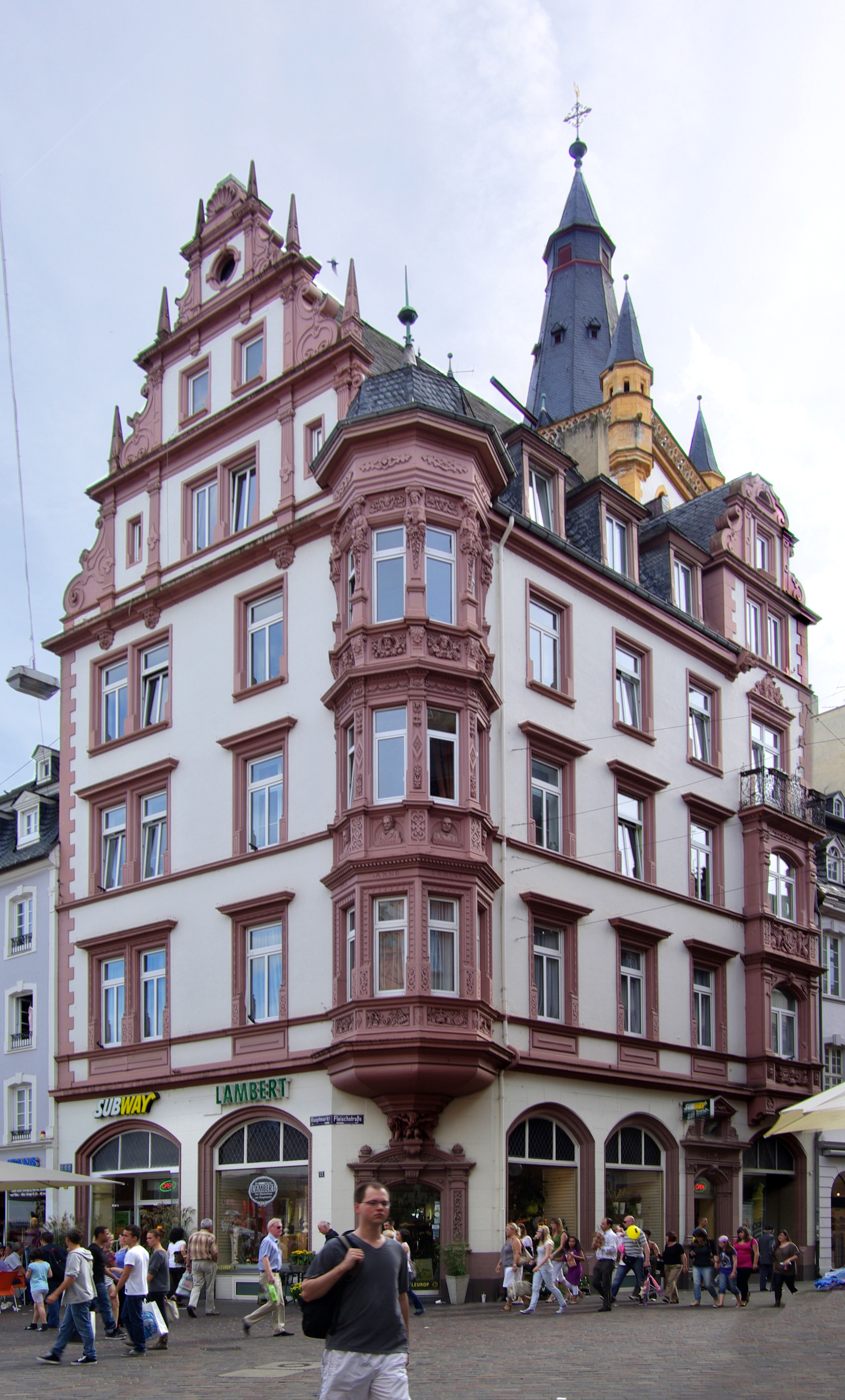
Hauptmarkt 13, Trier

Das Wohn- und Geschäftshaus Hauptmarkt 13 ist ein Kulturdenkmal am Hauptmarkt in Trier, Rheinland-Pfalz.
Der sandsteingegliederte Neurenaissancebau ist ein großbürgerliches viergeschossiges Eckwohn- und Geschäftshaus. Es wurde 1898 nach einem Entwurf der Würzburger Architektengemeinschaft Wieselsberger & Müller von dem Bauunternehmer August Wolf für die Kunstgärtnerei J. Lambert & Söhne erbaut.